# Coorong District Council
Koordinaten: 35° 41′ S, 139° 20′ O

Der Coorong District Council ist ein lokales Verwaltungsgebiet (LGA) im australischen Bundesstaat South Australia. Das Gebiet ist 8.831 km² groß und hat etwa 5400 Einwohner (2016).
Coorong liegt in den Murray Lands an der Encounter-Bucht etwa 110 Kilometer südöstlich der Metropole Adelaide. Das Gebiet beinhaltet 48 Ortsteile und Ortschaften: Albert Hill, Ashville, Bedford, Buccleuch, Bunbury, Campbell Park, Carcuma, Colebatch, Cooke Plains, Coomandook, Coombe, Coonalpyn, Coorong, Culburra, Elwomple, Field, Grasslands, Jabuk, Jack’s Point, Ki-Ki, Malinong, Marmon Jabuk, McGrath Flat, Meningie, Meningie West, Meningie East, Messent, Moorlands, Narrung, Naturi, Netherton, Ngarkat, Parnka Point, Peake, Policemans Point, Poltalloch, Raukkan, Rupari, Salt Creek, Sherlock, Stony Well, Tailem Bend, Tintinara, Waltowa, Wellington East, Woods Well, Yalkuri und Yumali. Der Verwaltungssitz des Councils befindet sich in Meningie am Ufer des Lake Albert im Westen der LGA, wo etwa 850 Einwohner leben (2016).

## Verwaltung
Der Council von Coorong hat acht Mitglieder, die von den Bewohnern der drei Wards gewählt werden (vier aus dem Mallee Ward und je zwei aus Lakes und Parks Ward). Diese drei Bezirke sind unabhängig von den Ortschaften festgelegt. Aus dem Kreis der Councillor rekrutiert sich auch der Mayor (Bürgermeister) des Councils.